# Ras el Koran
Ras el Koran (àrab: رأس القُرْعَان, Raʾs al-Qurʿān, o رأس القُرَان, Raʾs al-Qurrān) és un cap de Tunísia a la governació de Bizerta i al nord-oest de la ciutat de Bizerta. Està situat a l'oest del Ras Ben Sekka, però lleugerament més al sud que aquest i a una altura similar a la del Cap Blanc.